# رومان كيمب
رومان كيمب (بالإنجليزية: Roman Kemp)‏ هو مقدم تلفزيوني أمريكي، ولد في 28 يناير 1993 في لوس أنجلوس في الولايات المتحدة.

## وصلات خارجية
- رومان كيمب على موقع IMDb (الإنجليزية)